# Fläckflugor
Fläckflugor (Ulidiidae) är en familj av tvåvingar.
Fläckflugor ingår i ordningen tvåvingar, klassen egentliga insekter, fylumet leddjur och riket djur. Enligt Catalogue of Life omfattar familjen Ulidiidae 677 arter.

## Bildgalleri

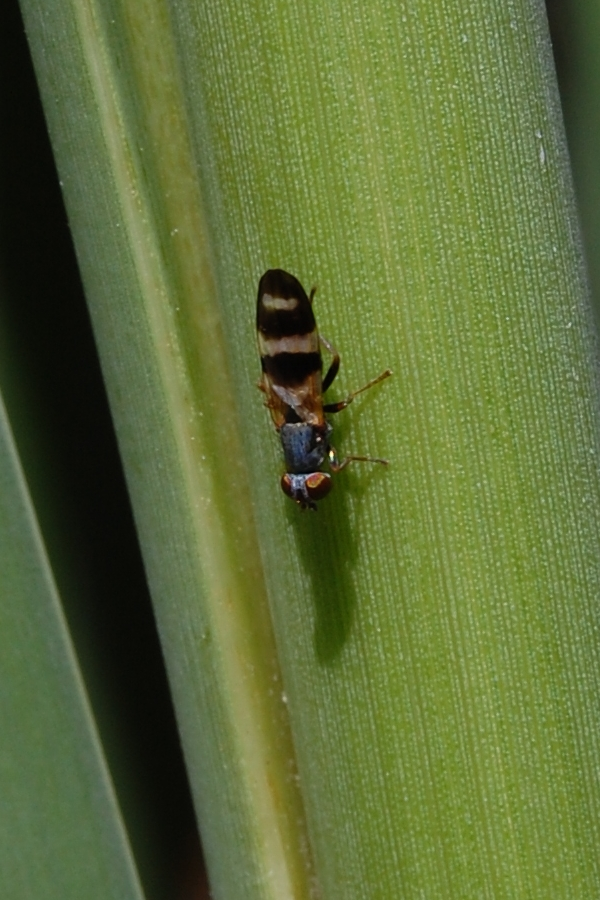
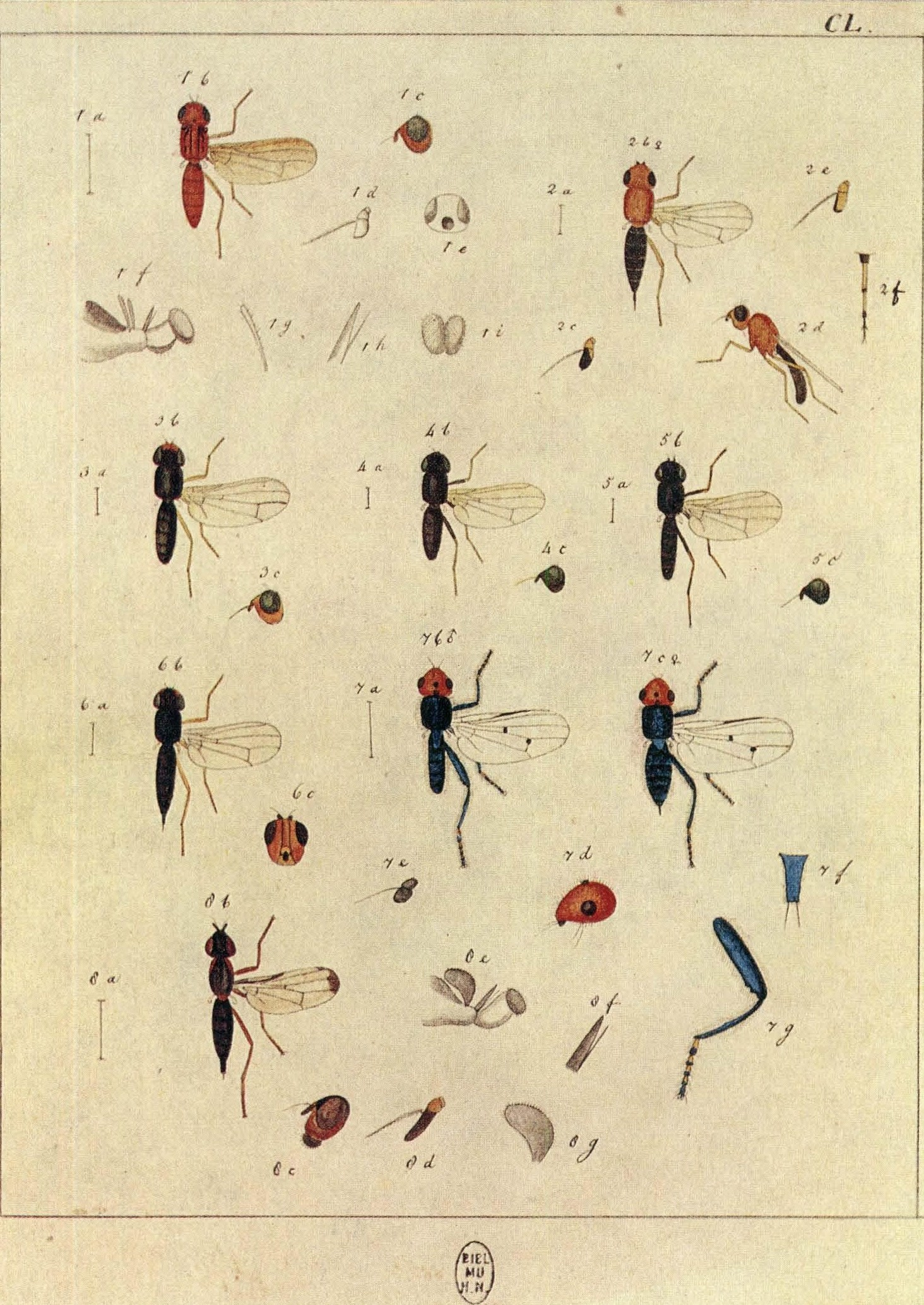
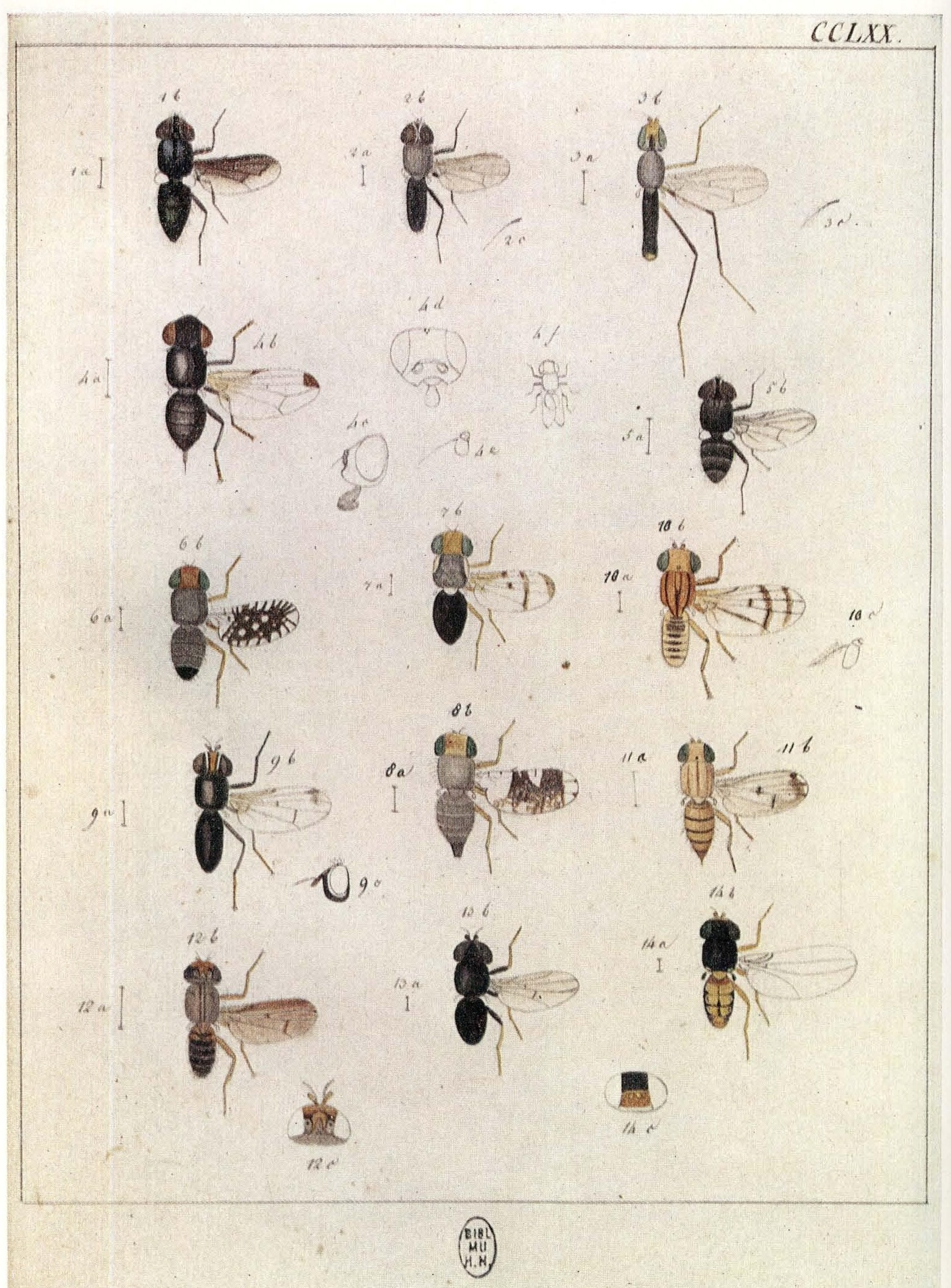
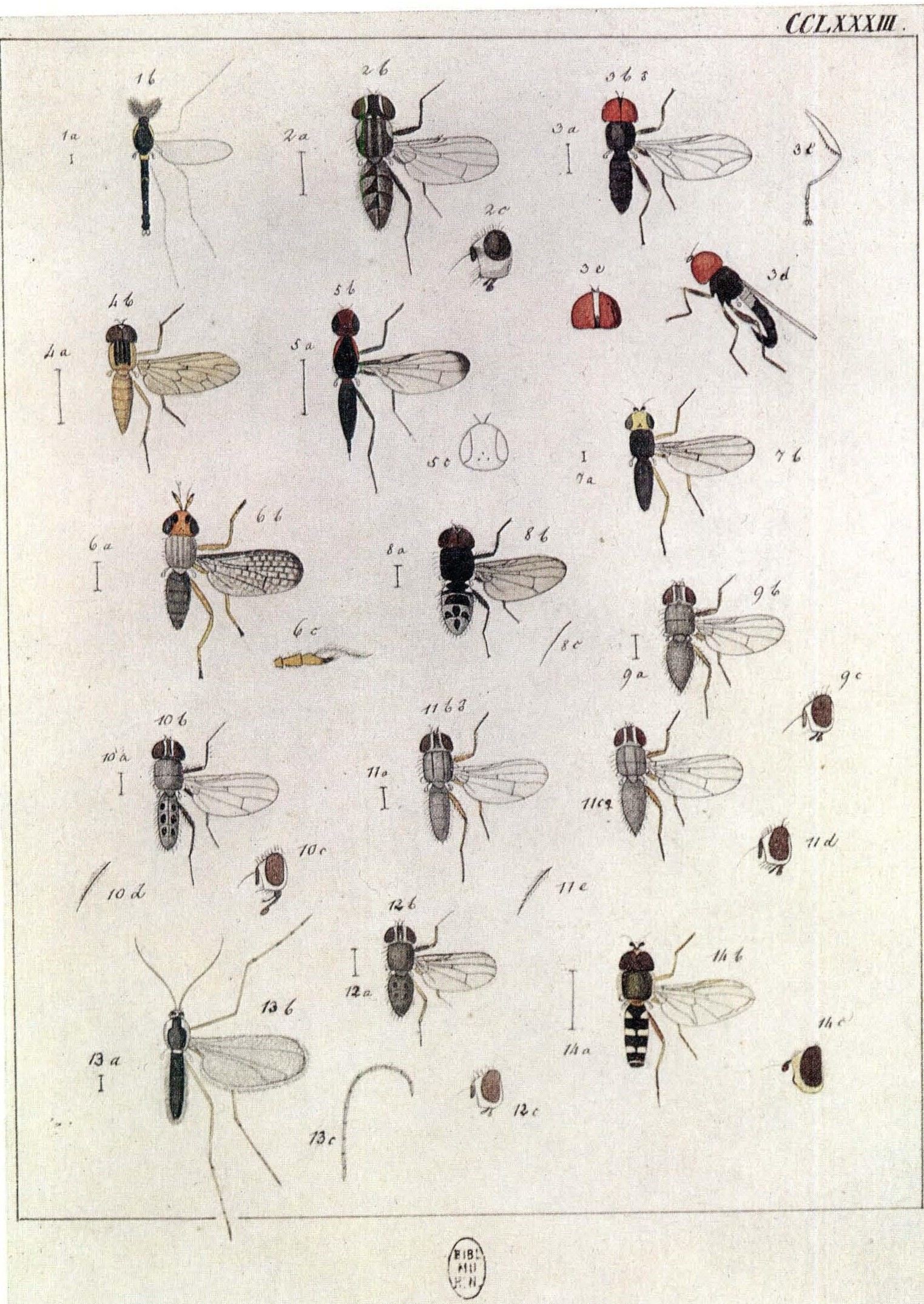
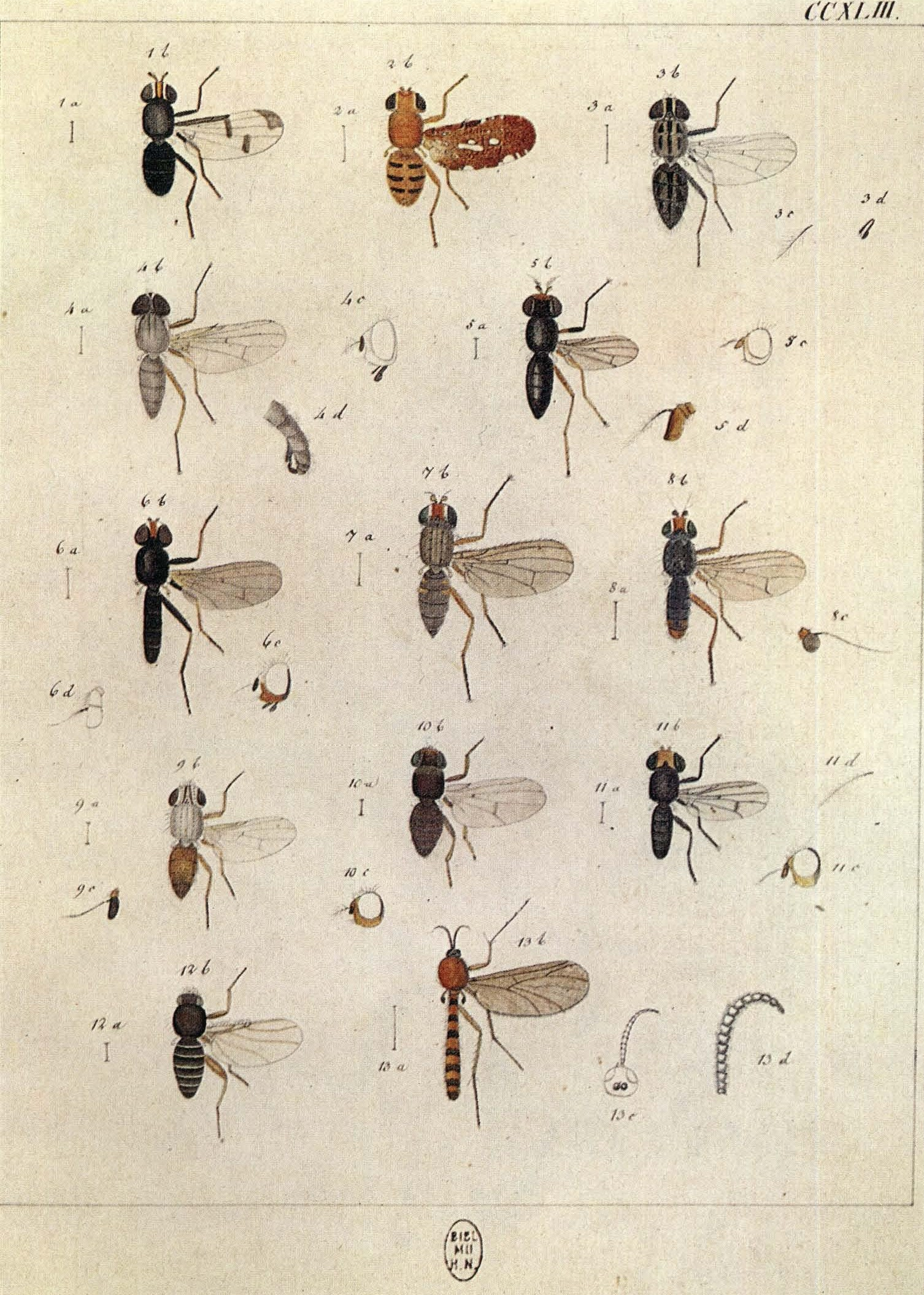
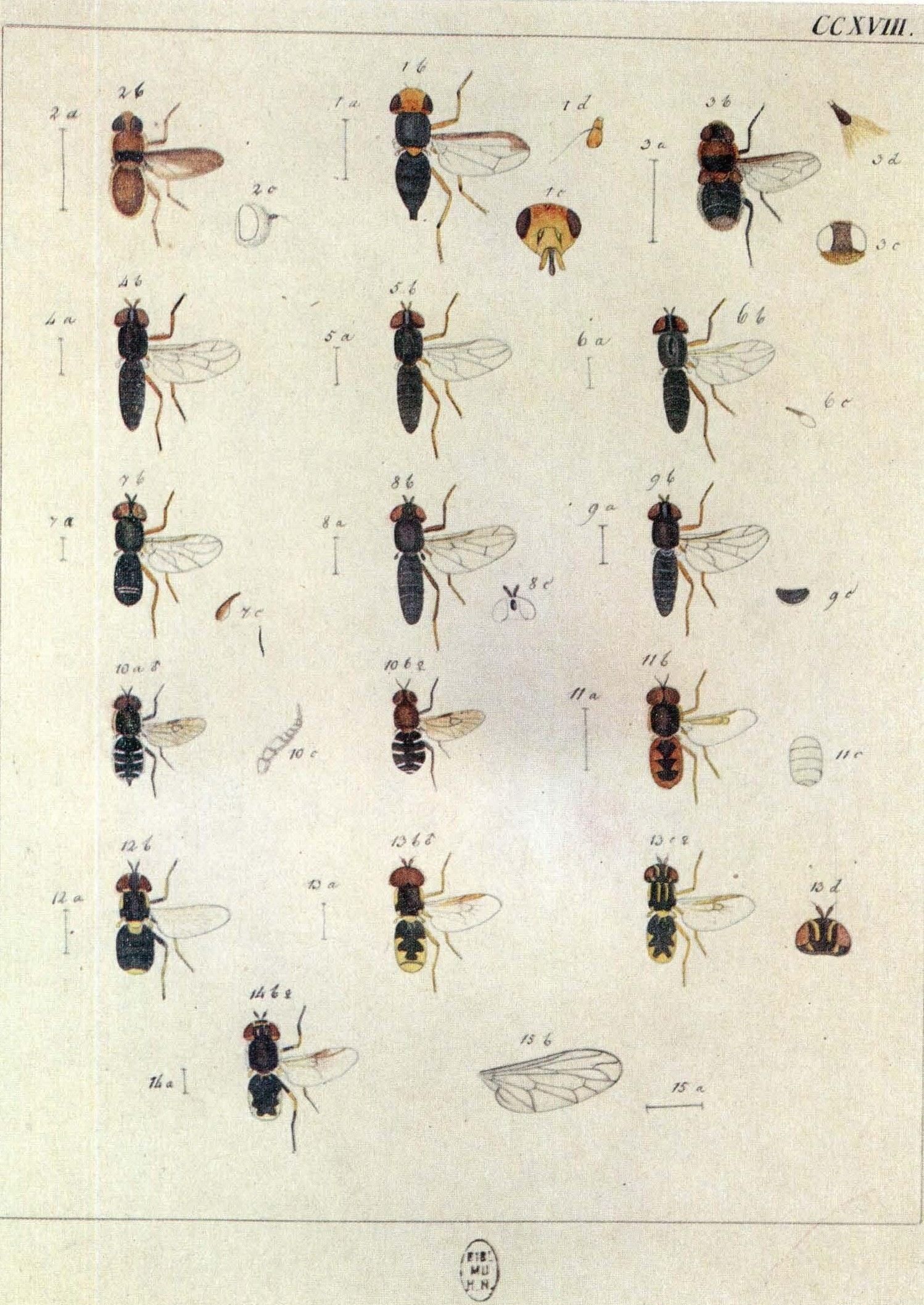

## Dottertaxa till fläckflugor, i alfabetisk ordning[1][2]
- Acatochaeta
- Aciuroides
- Acrosticta
- Acrostictella
- Acrostictomyia
- Amethysa
- Apterocerina
- Arborotites
- Aspistomella
- Axiologina
- Bothrometopa
- Callopistromyia
- Cenchrometopa
- Cephalia
- Ceroxys
- Chaetopsis
- Chlorops
- Chondrometopum
- Coscinum
- Curranops
- Cymatozus
- Cyrtomostoma
- Dasymetopa
- Delphinia
- Diacrita
- Dorycera
- Dyscrasis
- Elapata
- Empyelocera
- Euacaina
- Eumecosomyia
- Eumetopiella
- Euphara
- Euxesta
- Goniaeola
- Haigia
- Herina
- Heterodoxa
- Hiatus
- Homalocephala
- Hypochra
- Hypoecta
- Idana
- Idanophana
- Megalaemyia
- Melieria
- Micropterocerus
- Musca
- Myennis
- Myiomyrmica
- Myrmecothea
- Namibotites
- Nemopoda
- Neoacanthoneura
- Neodyscrasis
- Neoeuxesta
- Neomyennis
- Notogramma
- Oedopa
- Okuniomyia
- Ophthalmoptera
- Ortalis
- Otites
- Paragorgopis
- Paraphyola
- Pareuxesta
- Paroedopa
- Perissoneura
- Perissoza
- Phaeosoma
- Physiphora
- Plagiocephalus
- Polyteloptera
- Prionella
- Proteseia
- Psaeropterella
- Pseudeuxesta
- Pseudomelieria
- Pseudopterocalla
- Pseudoseioptera
- Pseudotephritina
- Pseudotephritis
- Pterocalla
- Pterocerina
- Pterotaenia
- Rhyparella
- Schnusimyia
- Seioptera
- Siopa
- Stenomyia
- Stictoedopa
- Stictomyia
- Sympaectria
- Systata
- Tephritis
- Terarista
- Terpnomyia
- Tetanops
- Tetrapleura
- Tetropismenus
- Texasa
- Timia
- Tritoxa
- Tujunga
- Ulidia
- Ulidiopsis
- Ulidiotites
- Ulivellia
- Vespomima
- Vladolinia
- Xanthacrona
- Zacompsia